# Прапор Тьо
Прапор Тьо був затверджений муніципальною радою як прапор муніципалітету Тьо провінції Льєж. Прапор можна описати так:
Дві однаково довгі смуги зеленого і білого кольорів.
Прапор, який використовується, швидше за все, це прапор, який використовувався у Тьо до муніципальної реформи. Зелений і білий — кольори Франшімонта. Цей муніципальний прапор ідентичний прапору Стумона та прапору Верв'є.

Рада геральдики та вексилології (фр. Conseil d'héraldique et de vexillologie) заснувала прапор із двома однаковими смугами зеленого та білого кольору з гербом муніципалітету посередині.

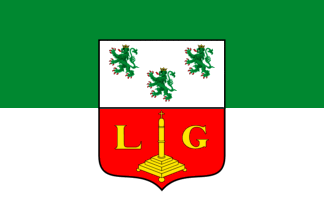
Дизайн прапора Ради геральдики та вексилології
Прапор Стумона
Прапор Верв'є